# Русская Козловка
Русская Козловка — деревня в Атюрьевском районе Республики Мордовия. Входит в состав Курташкинского сельского поселения.

## История
В «Списке населённых мест Тамбовской губернии за 1866» Русская Козловка владельческое сельцо из 48 дворов входящее в состав Темниковского уезда. Названа по фамилии владельца Якова Григорьевича Козловского.

## Население
| 2002 | 2010 |
| ---- | ---- |
| 14   | ↘9   |

Национальный состав
Согласно результатам Всероссийской переписи населения 2002 года, в национальной структуре населения русские составляли 86 %.

## Уроженцы
- Маресина, Надежда Семёновна (1928—2013) — овцевод колхоза имени Ленина, Герой Социалистического Труда.
- Саввушкин, Михаил Сергеевич (1897—1955) — генерал-лейтенант (1943).